# Gygro
Der Bautastein Gygro (auch Hustupto genannt) steht in der Nähe des Rosslandsguden, (deutsch „der Rossland Gott“), nördlich von Hauge i Dalane bei Egersund im Fylke Rogaland in Norwegen.
Der eisenzeitliche Menhir, an dessen Spitze eine Nase hervorragt, sieht etwas merkwürdig aus. Es gibt eine Theorie, dass der nur etwa 1,2 m hohe und 50 bis 60 cm breite Gygro ein phallischer Symbolstein ist. Er steht im hohen Grasland und ist schwer zu finden. Auf der Oberseite des Steins ist ein Schälchen. 
Der Legende nach war ein Troll auf dem Heimweg zum Berg „Trodlastovo“ in der Sonne stehengeblieben und zu einem Felsen geworden.